# Wesley Livsey Jones

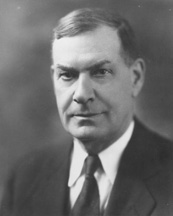
Wesley Livsey Jones

Wesley Livsey Jones (* 9. Oktober 1863 bei Bethany, Illinois; † 19. November 1932 in Seattle, Washington) war ein US-amerikanischer Politiker, der den Bundesstaat Washington in beiden Kammern des Kongresses vertrat.

## Leben

### Jugend und Ausbildung
Über die Familie von Wesley Livsey Jones ist lediglich bekannt, dass sein Vater Wesley Jones wenige Tage vor Jones’ Geburt als Soldat im Sezessionskrieg ums Leben kam. Seine Mutter Phoebe McKay heiratete später erneut.
Wesley Jones, geboren und aufgewachsen auf einer Farm im Moultrie County, besuchte dort die Pflichtschule und machte 1885 seinen Abschluss am Southern Illinois College in Enfield. Einer seiner Klassenkollegen war William Edgar Borah, von 1907 bis 1940 Senator von Idaho. Nach einem einjährigen Privatstudium der Rechtswissenschaften erhielt Jones 1886 seine Zulassung als Rechtsanwalt und kurz darauf seine Anstellung in Decatur, Illinois. Nach drei Jahren, die Jones in Illinois gearbeitet hatte, zog er 1889 nach Yakima, Washington, wo er ebenfalls in seinem Beruf Fuß fassen konnte.

### Politische Karriere
Der politische Werdegang des Republikaners Jones begann im Jahr 1898, als er für Washington ins Repräsentantenhaus der Vereinigten Staaten gewählt wurde. Jones’ Amtszeit begann am 4. März 1899 und endete nach vier erfolgreichen Wiederwahlen am 3. März 1909. Bereits 1908 war er zum Senator der Vereinigten Staaten gewählt worden, deshalb trat er sein Amt nur einen Tag nach seinem Ausscheiden aus dem Kongress am 4. März 1909 an.
Jones war über zwei Jahrzehnte lang Senator und arbeitete im Lauf seiner Amtszeit in zahlreichen Gremien und Ausschüssen mit.

## Tod
In den letzten Jahren seiner Amtszeit war Jones öfters krank. Auch machte dem Republikaner die Weltwirtschaftskrise, aber auch die Prohibition schwer zu schaffen. Anfang November 1932 verlor Jones die Wahl gegen einen weiteren Republikaner, Homer Bone, was ebenfalls einen schweren Schlag für ihn bedeutete. Lediglich zehn Tage nach der Wahl starb Jones im Alter von 69 Jahren in Seattle. Die Zeit bis zur Vereidigung von Senator Bone amtierte Elijah S. Grammer.
Er hinterließ seine Frau Minda, mit der er seit 1885 verheiratet war, und ihre beiden gemeinsamen Kinder.